# Варганов, Александр Николаевич
Варганов, Александр Николаевич (1 января 1957 — 6 октября 2019) — один из крупнейших резчиков по дереву в традиции сергиевской и богородской маховой резьбы, восстановивший традиции этих промыслов в России, автор православной «иконы на рези» и круглой скульптуры, сергиево-посадской игрушки из папье-маше.
Родился в Сергиевом Посаде. Закончил Богородскую профтехшколу резьбы по дереву. К тому времени навыки маховой резьбы практически забылись, Варганов по сути открыл их заново, имея перед собой образцы, созданные резчиками прошлого. Из заготовок в виде трёхгранных поленец, горбушек или четырёхгранных чурок создаёт непринуждённо грациозные скульптуры-игрушки, используя неповторимую пластику естественного скола — «Божьей подсказки», как именовал это искусствовед Виктор Соловьёв. В традиции маховой резьбы резчик работает без эскизов, с маху, за это резьбу и назвали «маховой». Интересно, что многие фигурки имеют в основании треугольник. Такая форма пошла от трехгранного чурбака, получаемого при раскалывании полена..
«Мы поговорили с людьми, которые хорошо знали Александра Николаевича, — художниками, искусствоведами, продавцами. Игрушки Варганова приносили в художественную традицию то, без чего традиция не может продолжаться, — опору на корни, независимость мышления, природное чувство стиля».
В 1980-х японские музейщики на семинаре в Загорске назвали Варганова «русским Энку», имея в виду схожесть его лаконичного почерка с манерой известного в Японии скульптора XVII века. В государственном японском музее Камэй, с октября 2019 года по январь 2020 года прошла выставка, посвящённая русской игрушке. На выставке были представлены и работы мастера А. Н. Варганова.
Наиболее известными работами Александра Варганова считаются: «Ведучка», «Влюбленные», «Дама и Гусар», «Преподобный Сергий Радонежский и дети», «Покрова Пресвятой Богородицы». За 40 лет мастер создал более 10 000 произведений, среди которых православная скульптура, резная икона, богородская игрушка, а также изделия из папье-маше. Многие из работ Варганова находятся в Русском и Историческом музеях, часть работ знаменитого резчика хранятся у коллекционеров из Европы, Америки, Японии и Австралии.

## Выставки
1983            Зональная выставка в Подмосковье
1985            Персональная выставка. Музей игрушки. Загорск
1986            Выставка “Сергиев-Богородское”. Музей народного искусства. Москва
1986            210-й советско-японский семинар по эстетическому воспитанию детей. Музей игрушки. Загорск.
1988            Персональная выставка «Александр Варганов. Богородская резьба сегодня». Историко-художественный музей. Серпухов.
1990            Выставка галереи «Московская палитра» в Австралии.
1990            Выставка «Арт-Миф – 1»,  Москва.
1992            Выставка «Всему миру свет», посвящённая 600-летию памяти Сергия Радонежского. Центральный выставочный зал (Манеж). Москва.
1992            Персональная выставка в Швеции. Стокгольм.
1993            Выставка «Сергиевский промысел». Хотьково.
1994            Выставка «Сергиевская игрушка». Галерея «Феникс». Москва.
1995            Персональная экспозиция на научном заседании “Сергиевская художественная традиция и русская народная игрушка». Центральный музей древнерусской культуры и искусства им. А.Рублёва. Российская Академия Художеств. Сергиевский центр Спасский собор Спасо-Андроникова монастыря. Москва.
1995            Выставка «Русь православная». Выставочный зал Союза художников России на Тверской. Москва. Передвижная выставка по городам России.
1995            Групповая выставка «Цвет святой земли». А.Варганов, Е.Журухин, Л.Лехова. Международный Дом Народных Традиций, Красные палаты. Москва.
1997            Персональная выставка. Центральный Дом Художника. Москва.
1997            Выставка «Осенний салон». Сергиево-Посадский государственный историко-художественный музей-заповедник. г. Сергиев Посад.
1998            Персональная выставка «Александр Варганов и Сергиевское Возрождение». Фонд народных художественных промыслов России. Москва.
1998            Выставка художественного творчества инвалидов Москвы и Подмосковья «Слепо-Немо-Глухая Россия-Миру». Центр «Преодоление». Музей им. Н.Островского. Москва.
1998-2000  «Хампельман & Матрёшка - деревянная игрушка из Германии и России». Документа-Халле, Кассель, Германия. Художественный музей им. А.Радищева. Саратов, Выставочный комплекс. Нижний Новгород, Государственный исторический музей, Москва.  Художественный музей им. В.Васнецова, Вятка.          
1999            Персональная выставка «Александр Варганов. Сергиевская резьба». Всероссийский музей декоративно-прикладного и народного искусства. Москва.
1999            Всероссийская выставка, посвящённая 200-летию А.С.Пушкина. Центральный Дом Художника. Москва.
1999 Выставка «Осенний салон». Сергиево-Посадский государственный историко-художественный музей-заповедник. г. Сергиев Посад.
2000-2001  Выставка «РАЙСКИЕ ЯБЛОКИ. Образы идеального мира в изобразительном фольклоре и наивном искусстве. Живопись, графика, скульптура, декоративно-прикладное искусство». Государственный историко-архитектурный, художественный и ландшафтный музей-заповедник «Царицыно». Москва.
2001            Выставка «Игрушка России. История и современность». Фонд народных художественных промыслов России. Москва.
2001            Экспозиция из 21 работы под заголовком «Привет вологодскому мастеру от мастера из Сергиева Посада» на персональной выставке живописи и графики Владимира Егорова в Вологодском историко-архитектурном и художественном музее-заповеднике.
2001 Выставка «Осенний салон». Сергиево-Посадский государственный историко-художественный музей-заповедник. г. Сергиев Посад.
2003 Выставка «Осенний салон». Сергиево-Посадский государственный историко-художественный музей-заповедник. г. Сергиев Посад.
2018            Персональная выставка. «Историко-художественный музей» г.Домодедово (Московская обл.)
2019 Фестиваль народного творчества «Мастерство и ремесло Раменья». Раменский историко-художественный музей. г. Раменское Московской обл.
2019-2020  Выставка, посвященная русской игрушке. Государственный музей Камэй. г. Сэндай. Япония.
2022-2023  Персональная выставка «Подарок к Рождеству». Сергиево-Посадский государственный историко-художественный музей-заповедник. Сергиев Посад.

## Музеи
Работы А. Варганова находятся в Государственном Русском Музее, Государственном Историческом музее, во Всероссийском музее декоративно-прикладного и народного искусства, в Воронежском Областном Художественном Музея Им. И. Н. Крамского, в Ярославском художественным музее, в Каргопольском историко-архитектурным и художественном музее, в Сергиево-Посадском государственном историко-художественном музее-заповеднике, в Бородинском военно-историческом музее-заповеднике, в Алексинском художественно-краеведческом музее, Художественно-педагогическом музее игрушки имени Н. Д. Бартрама. (Сергиев Посад), Санкт-Петербургском музее игрушки, Государственном музее Камэй. (г. Сэндай, Япония).
В «Госкаталоге Музейного фонда РФ» находится более сотни изображений и единиц хранения работ Александра Варганова.

## Видео
- «От дерева к дереву». Студия «Отечество». 1992 The film is about the revival in Sergiev Posad woodcarving, the artist Alexander Varganov.
- «Ушёл из жизни Александр Варганов». Новости. «ТВР24»
- «Традиции резной игрушки Сергиева Посада». «ТВР24» 8 дек. 2022

## Сайты
- Александр Варганов. Русская маховая резьба